# Ve Neill
Ve Neill, nacida como Mary Flores, es una artista de maquillaje estadounidense. Ha ganado tres Premios de la Academia (Premios Óscar), por las películas Beetlejuice, Mrs. Doubtfire y Ed Wood. Ha sido nominada en total para ocho premios Oscar.
Neill sirve como juez en la serie original de Syfy Face Off, que cuenta con artistas del maquillaje compitiendo por 100 000 dólares.
Ve Neill ha trabajado en todas las películas de la franquicia Piratas del Caribe. Otras películas notables en las que ha trabajado son Austin Powers en Miembro de Oro, Los Juegos del Hambre, Los juegos del hambre: en llamas, Inteligencia Artificial, Hook y Eduardo Manostijeras.

## Premios y distinciones
Premios Óscar
| Año  | Categoría        | Película                                         | Resultado |
| ---- | ---------------- | ------------------------------------------------ | --------- |
| 1989 | Mejor maquillaje | Beetlejuice                                      | Ganador   |
| 1991 | Mejor maquillaje | Eduardo Manostijeras                             | Nominado  |
| 1993 | Mejor maquillaje | Batman Returns                                   | Nominado  |
| 1993 | Mejor maquillaje | Hoffa                                            | Nominado  |
| 1994 | Mejor maquillaje | Mrs. Doubtfire                                   | Ganador   |
| 1995 | Mejor maquillaje | Ed Wood                                          | Ganador   |
| 2004 | Mejor maquillaje | Piratas del Caribe: La maldición del Perla Negra | Nominado  |
| 2008 | Mejor maquillaje | Piratas del Caribe: En el fin del mundo          | Nominado  |

### Emmy Award
- El Resplandor

### Daytime Emmy Award
- Pee-wee's Playhouse